# Tharra tiarata
Tharra tiarata är en insektsart som beskrevs av Carl Stål 1865. Tharra tiarata ingår i släktet Tharra och familjen dvärgstritar. Inga underarter finns listade i Catalogue of Life.